# Neill Fearnley
Pour l’article homonyme, voir Fearnley.
Neill Fearnley est un réalisateur et producteur américain de cinéma et de télévision.

## Filmographie

### Réalisateur
- 2011: Un Noël plein d'espoir (téléfilm)
- 2010 : Ma vie est un enfer (A Family Thanksgiving) (téléfilm)
- 2009 : Seule contre tous (Encounter with Danger) (téléfilm)
- 2007 : Mauvais Fils (The Bad Son) (téléfilm)
- 2007 : Mon bébé a disparu (My Baby Is Missing) (téléfilm)
- 2005 : Les Amoureux de Noël (Christmas in Boston) (téléfilm)
- 2004 : Missing : Disparus sans laisser de trace - Saison 2 épisode : 14 (série télévisée)
- 2003 : Missing : Disparus sans laisser de trace - Saison 1 épisode : 16, 18 (série télévisée)
- 2002 : Jeremiah - Saison 1 épisode : 5, 13, 14 (série télévisée)
- 2002 : Witchblade - Saison 2 épisode : 4, 5 (série télévisée)
- 2001 : Witchblade - Saison 1 épisode : 2, 5, 7 (série télévisée)
- 2000 : Daydream Believers: The Monkees' Story (téléfilm)
- 1999 : Le Monde merveilleux de Disney - Saison 2 épisode : 22
- 1999 : Escape from Mars (téléfilm)
- 1998 : Au-delà du réel : L'aventure continue  - Saison 4 épisode : 11, 21 (série télévisée)
- 1997 : Au-delà du réel : L'aventure continue  - Saison 3 épisode : 1 (série télévisée)
- 1996 : Au-delà du réel : L'aventure continue  - Saison 2 épisode : 13 (série télévisée)
- 1995 : Highlander - Saison 4 épisode : 8 (série télévisée)
- 1995 : Au-delà du réel : L'aventure continue - Saison 1 Sépisode : 22 (série télévisée)
- 1990 : L'Étalon noir  - Saison 1 épisode : 5 (série télévisée)
- 1988 : 21 Jump Street - Saison 3 épisode : 3 (série télévisée)
- 1987 : 21 Jump Street - Saison 2 épisode : 10, 13, 15 (série télévisée)
- 2015 : Mon futur ex et moi (Autumn Dreams) (téléfilm)
- 2016 : En route vers le mariage (en) (téléfilm)
- 2020 : Les petits meurtres de Ruby : prédiction mortelle (Ruby Herring Mysteries: Prediction Murder) (téléfilm)

### Acteur

#### Séries télévisées
- 2001 : Witchblade (saison 1, épisode 5) : Confessional Priest

#### Téléfilms
- 2001 : Inside the Osmonds (en) : Network executive
- 2004 : Les Amoureux de Noël (Christmas in Boston) : Sullivan
- 2005 : Behind the Camera: The Unauthorized Story of Mork & Mindy : Loud Guy
- 2006 : I Dream of Murder (en) : Capitaine
- 2008 : Le Dernier Souhait (Daniel's Daughter) : Stan
- 2008 : Un voisin trop charmant (The Boy Next Door) : Bruce
- 2009 : Seule contre tous (Encounter with Danger) : David
- 2009 : Au nom de l'amitié (Christmas in Canaan) : Clark
- 2010 : Ma vie est un enfer (A Family Thanksgiving) : John Skinton
- 2011 : Un Noël plein d'espoir (Christmas Comes Home to Canaan) : Clark
- 2015 : Des miracles en cadeau (A Gift of Miracles) : Gift Shop Worker
- 2015 : Mon futur ex et moi (Autumn Dreams) : Minister
- 2016 : En route vers le mariage (en) (The Wedding March) : Bruce
- 2017 : La boutique des secrets : Du vague à l'âme (Garage Sale Mystery : The Beach Murder) : Beach Man
- 2017 : La boutique des secrets : Une passion meurtrière (Garage Sale Mystery: Murder Most Medieval) : Attorney